# Johann Gabriel Doppelmayr

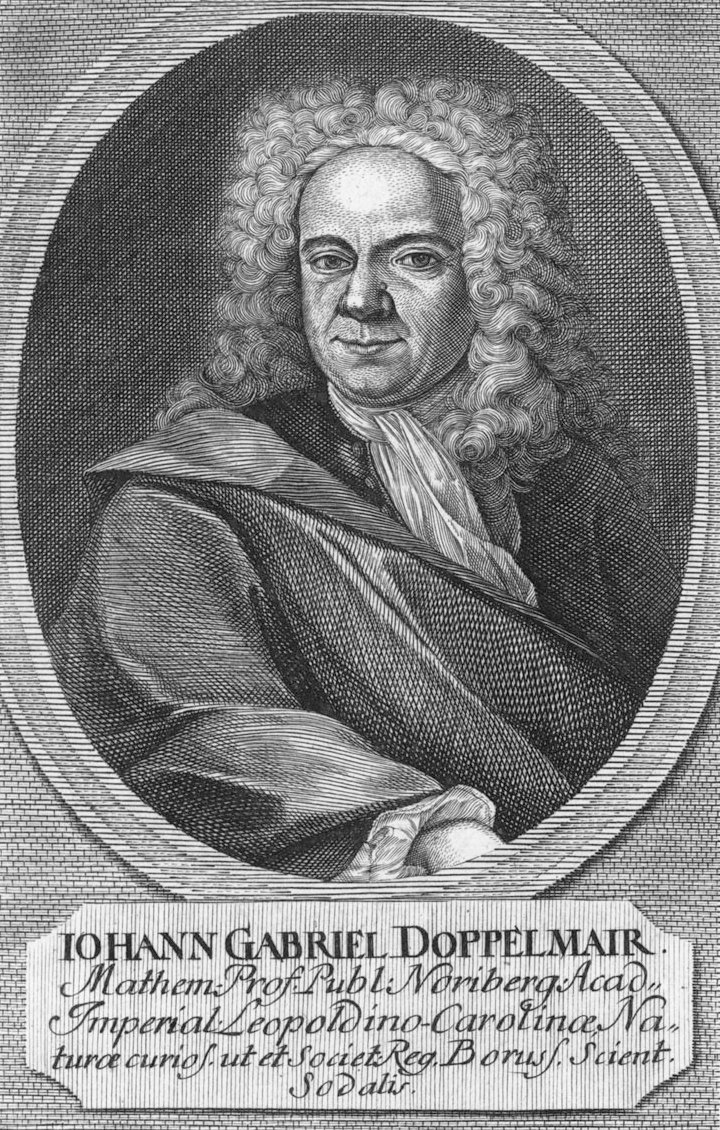
Johann Gabriel Doppelmayr

Johann Gabriel Doppelmayr (auch Doppelmeier; * 27. September 1677 in Nürnberg; † 1. Dezember 1750 ebenda) war ein deutscher Astronom.

## Leben
Doppelmayr wurde in Nürnberg als Sohn eines Kaufmanns geboren. Nach dem Besuch des Nürnberger Aegidianums immatrikulierte er sich 1696 an der Universität Altdorf in der juristischen Fakultät. Bald aber wechselte er an die Universität Halle und widmete sich nur noch der Mathematik und Physik. Später wurde Doppelmayr Professor für Mathematik in Nürnberg.
1710 wurde er Direktor der Eimmartschen Sternwarte in Nürnberg. Im Jahr 1715 wurde er zum Mitglied der Leopoldina gewählt. 1741 wurde er Ehrenmitglied der Russischen Akademie der Wissenschaften in Sankt Petersburg.
Sein berühmtestes Werk ist die 1730 erschienene Historische Nachricht von den Nürnbergischen Mathematicis und Künstlern.
Zu seinen Lebzeiten war er vor allem als Mathematiker bekannt. Er gab wichtige Werke zur Messtechnik heraus und übersetzte einige Fachbücher ins Deutsche. Ab 1728 baute er zusammen mit Johann Georg Puschner Erd- und Himmelsgloben. 1742 erschien sein Neuer Himmelsatlas, in dem auf prächtigen Karten das astronomische Wissen seiner Zeit zusammengefasst ist.
Doppelmayer starb 1750 an den Folgen eines heftigen elektrischen Schlags aus einer Batterie Leidener Flaschen.
Der Asteroid (12622) Doppelmayr und die beiden Strukturen auf dem Erdmond Mondkrater Doppelmayer und das Mondrillensystem der Rimae Doppelmayer sind nach ihm benannt.

## Mathematische Werck-Schule
Doppelmayr fertigte zunächst eine Übersetzung des von dem französischen Ingenieur Nicolas Bion (1652–1733) verfassten „Traité de la construction et des principaux usages des instrumens de mathématique“ an, die 1713 unter dem Titel „Mathematische Werck-Schule, Oder Gründliche Anweisung, wie die Mathematische Instrumenten nicht allein schicklich und recht zu gebrauchen, sondern auch auf die beste und accurateste Manier zu verfertigen, zu probiren, und allezeit in gutem Stand zu erhalten sind“, gedruckt wurde. Bei den mathematischen Instrumenten handelt es sich um Messgeräte im heutigen Sinne. Die bereits 1717 erschienene zweite Auflage enthielt einen „Anhang, in welchem noch verschiedene Instrumenta, absonderlich die zur Geometrie und Perspectiv dienen, deutlich vorgestellet und erkläret werden“. Die dritte Auflage wurde „nach der neu-verbesserten Französischen Edition vermehret“ und erschien 1726. In dieser Form erschien die Übersetzung schließlich noch einmal in 4. Auflage 1741. Eine fünfte Auflage erschien „um vieles verbessert, vermehret, und mit Kupfern versehen“ posthum 1765 in Nürnberg.
In eigenständiger Arbeit ließ Doppelmayr 1727 der Übersetzung eine „Weitere Eröffnung der neuen Mathematischen Werck-Schule, Nicolai Bion“ folgen, „in welcher sowol die Zubereitung als der Gebrauch verschiedener anderer Mathematischen, absonderlich der zur Geometrie und Optique gehörigen Instrumenten, die im besagten Auctore nicht zu finden“ erklärt werden. Diese Eröffnung wurde 1741 unverändert nachgedruckt. 1765 erschien posthum eine veränderte Auflage.
Schließlich erschien 1728 eine „Dritte Eröffnung“, in der verschiedene astronomische Instrumente beschrieben werden. Auch sie wurde 1765 posthum verändert neu aufgelegt.
Alle Teile können als das deutschsprachige Grundlagenwerk des 18. Jahrhunderts zur Messtechnik angesehen werden. In der weiteren Eröffnung von 1727 wird erstmals der Begriff „Meß-Instrument“ für ein Messgerät verwendet.

## Weitere Veröffentlichungen

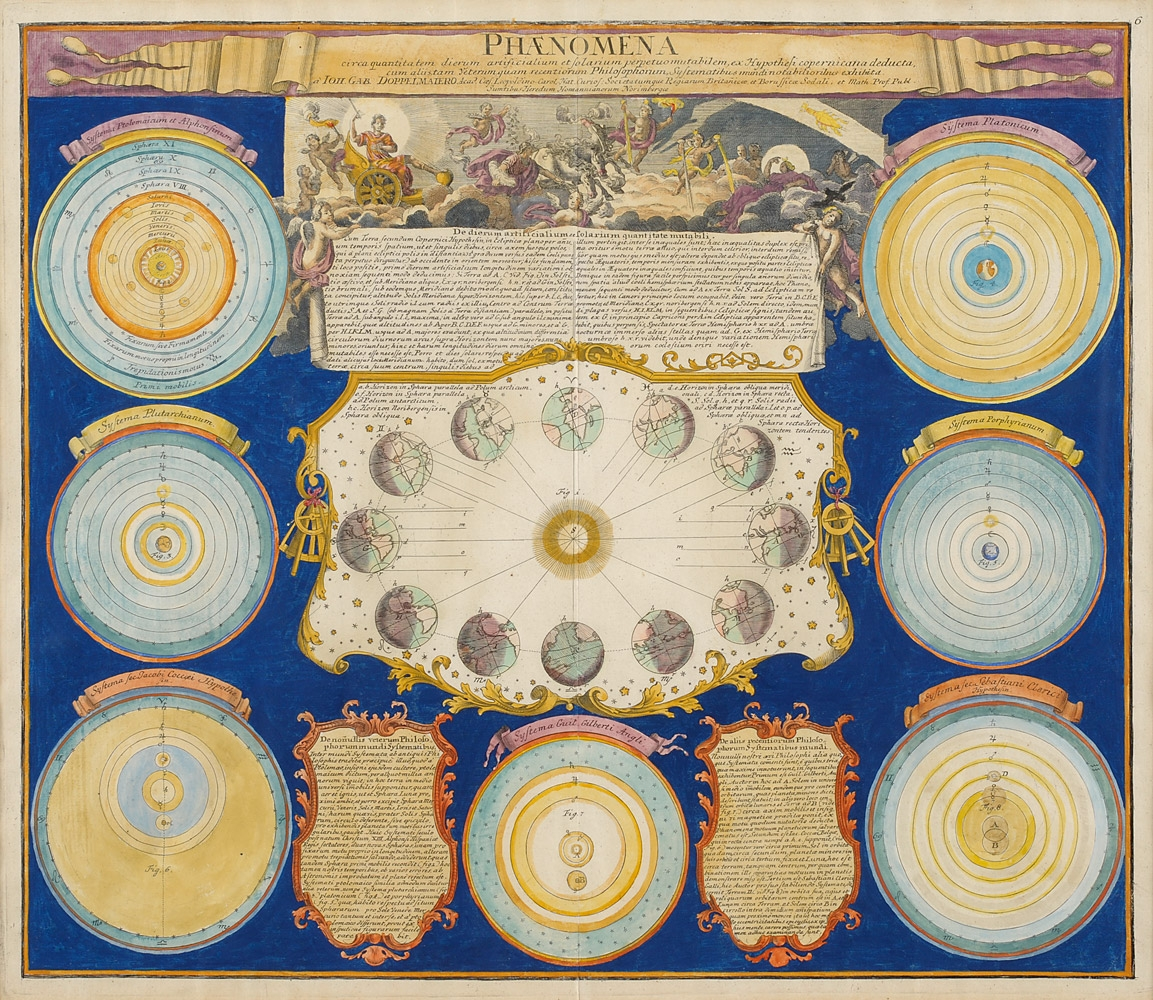
PHÆNOMENA, Tafel aus dem Atlas Coelestis, 1742

- Einleitung zur Geographie. Nürnberg 1740.
- Historische Nachricht Von den Nürnbergischen Mathematicis und Künstlern. Nürnberg 1730 (Digitalisat).
- Neu-entdeckte Phaenomena von bewunderns-würdigen Würckungen der Natur, welche bey der fast allen Cörpern zukommenden electrischen Krafft und dem dabey in der Finstern mehrentheils erscheinenden Liecht einige berühmte Mitglieder der preisswürdigen köngl. engl. Societaet der Wissenschafften vornemlich. Nürnberg 1744 (Digitalisat).
- Atlas Coelestis in quo Mundus Spectabilis. Faksimile der Nürnberger Edition von 1742 in 30 doppelseitigen Tafeln. Albireo Verlag, Köln 2014, ISBN 978-3-9816040-1-6.

## Auktionen
- 1831 in Nürnberg: Ein paar dergl. [Ein Erd und ein Himmelsglobus] 7 zöllig, v. Doppelmeier in Nürnberg.[15]